# Copestylum missionera
Copestylum missionera är en tvåvingeart som först beskrevs av Lynch Arribalzaga 1892.  Copestylum missionera ingår i släktet Copestylum och familjen blomflugor. Inga underarter finns listade i Catalogue of Life.